# Бумбета (Молдова)
Бу́мбета (рум. Bumbăta) — село в Унгенському районі Молдови. Утворює окрему комуну. Розташоване у центральній частині району за 25 км від районного центру — міста Унгенів та за 3 км від залізничної станції Корнештів.

## Історія
Село вперше згадується у документах 1687 року. За радянських часів було центром Бумбетської сільської ради. Станом на початок 1980-х років у селі розміщувалася центральна садиба об'єднання з виробництва кормів «Бумбата». Господарство мало 22 вантажних автомобіля. Працювали середня школа, клуб із кіноустановкою, бібліотека, фельдшерсько-акушерський пункт, дитячі ясла-садок, майстерні побутового обслуговування, магазини, відділення зв'язку.

## Пам'ятники
В селі встановлений пам'ятник односельчанам, що загинули у німецько-радянській війні.

## Населення
За даними перепису населення 2004 року у селі проживали 2385 осіб.
Національний склад населення села:
| Національність   | Кількість осіб | Відсоток   |
| ---------------- | -------------- | ---------- |
| молдавани румуни | 2371 3         | 99,4% 0,1% |
| українці         | 7              | 0,3%       |
| росіяни          | 3              | 0,1%       |
| гагаузи          | 1              | < 0,1%     |
| Всього           | 2385           | 100%       |